# 1746 Brouwer
1746 Brouwer eller 1963 RF är en asteroid i huvudbältet, som upptäcktes 14 september 1963 av Indiana Asteroid Program vid Indiana University Bloomington med Goethe Link Observatory. Asteroiden har fått sitt namn efter astronomen Dirk Brouwer.
Asteroiden har en diameter på ungefär 62 kilometer och den tillhör asteroidgruppen Hilda.